# The Thoughts from Which I Hide
The Thoughts from Which I Hide är det amerikanska death metal-bandet Vehemences självutgivna debutalbum, utgivet 1 augusti 2000.

## Låtlista
1. "I Take Your Life" – 3:07
2. "Saying Goodbye" – 6:50
3. "Whore Cunt Die" – 4:10
4. "What You've Become" – 3:40
5. "No One Wins" – 6:21
6. "Nameless Faces, Scattered Remnants" – 5:47
7. "Devour the Rotten Flesh" – 5:27
8. "Reconditioning the Flock" – 11:26

Text: Nathan Gearhart / Musik: Vehemence

## Medverkande
Musiker (Vehemence-medlemmar)
- Bjorn Dannov – gitarr
- Nathan Gearhart – sång
- Mark Kozuback – basgitarr
- Scott Wiegand – gitarr
- Andy Schroeder – trummor

Produktion
- Vehemence – producent
- Jason Coleman – ljudtekniker, ljudmix, mastering
- John Chavez – omslagskonst
- Scott Wiegand – logo